# Mickaël Tirpan
Mickaël Tirpan (Denderleeuw, 23 ottobre 1993) è un calciatore belga, difensore del Willem II.

## Caratteristiche tecniche
È un terzino destro.

## Carriera
Cresciuto nelle giovanili del Dender, ha esordito il 17 dicembre 2012 in un match pareggiato 0-0 contro lo Standaard Wetteren.

## Statistiche

### Presenze e reti nei club
Statistiche aggiornate al 7 luglio 2017.
| Stagione        | Squadra         | Campionato      | Campionato | Campionato | Coppe nazionali | Coppe nazionali | Coppe nazionali | Coppe continentali | Coppe continentali | Coppe continentali | Altre coppe | Altre coppe | Altre coppe | Totale | Totale | Totale |
| Stagione        | Squadra         | Comp            | Pres       | Reti       | Comp            | Pres            | Reti            | Comp               | Pres               | Reti               | Comp        | Pres        | Reti        | Pres   | Reti   |        |
| --------------- | --------------- | --------------- | ---------- | ---------- | --------------- | --------------- | --------------- | ------------------ | ------------------ | ------------------ | ----------- | ----------- | ----------- | ------ | ------ | ------ |
| 2011-2012       | Dender          | TK              | 9          | 0          | CB              | 0               | 0               |                    | -                  | -                  |             | -           | -           | 9      | 0      |        |
| 2012-2013       | Dender          | DK              | 22         | 0          | CB              | 0               | 0               |                    | -                  | -                  |             | -           | -           | 22     | 0      |        |
| Totale Dender   | Totale Dender   | Totale Dender   | 31         | 0          |                 | 0               | 0               |                    | -                  | -                  |             | -           | -           | 31     | 0      |        |
| gen.-giu, 2014  | Francs Borains  | TK              | 6          | 0          | CB              | 0               | 0               |                    | -                  | -                  |             | -           | -           | 6      | 0      |        |
| 2014-2015       | Seraing         | TK              | 23         | 3          | CB              | 1               | 0               |                    | -                  | -                  |             | -           | -           | 24     | 3      |        |
| 2015-2016       | R.E. Mouscron   | PL              | 11         | 0          | CB              | 0               | 0               |                    | -                  | -                  |             | -           | -           | 11     | 0      |        |
| 2016-2017       | R.E. Mouscron   | PL              | 21+5       | 0          | CB              | 1               | 0               |                    | -                  | -                  |             | -           | -           | 27     | 0      |        |
| Totale Dender   | Totale Dender   | Totale Dender   | 37         | 0          |                 | 1               | 0               |                    | -                  | -                  |             | -           | -           | 38     | 0      |        |
| Totale carriera | Totale carriera | Totale carriera | 97         | 3          |                 | 2               | 0               |                    | -                  | -                  |             | -           | -           | 99     | 3      |        |